# Lovilia
Lovilia es una ciudad ubicada en el condado de Monroe en el estado estadounidense de Iowa. En el censo de 2010 tenía una población de 538 habitantes y una densidad poblacional de 413,79 personas por km².

## Geografía
Lovilia se encuentra ubicada en las coordenadas 41°8′6″N 92°54′29″O / 41.13500, -92.90806. Según la Oficina del Censo de los Estados Unidos, Lovilia tiene una superficie total de 1.3 km², de la cual 1.3 km² corresponden a tierra firme y (0%) 0 km² es agua.

## Demografía

### Censo de 2000
Según el censo de 2000, había 583 personas, 228 hogares y 163 familias residiendo en la localidad. La densidad de población era de 448,20 hab./km². Había 247 viviendas con una densidad media de 190,7 viviendas/km². El 98,97% de los habitantes eran blancos, el 0,17% afroamericanos, 0,17% amerindios y el 0,69% pertenecía a dos o más razas. El 0,17% de la población eran hispanos o latinos de cualquier raza.
Según el censo, de los 228 hogares, en el 39,9% había menores de 18 años, el 57,5% pertenecía a parejas casadas, el 11,0% tenía a una mujer como cabeza de familia, y el 28,5% no eran familias. El 26,8% de los hogares estaba compuesto por un único individuo, y el 15,8% pertenecía a alguien mayor de 65 años viviendo solo. El tamaño promedio de los hogares era de 2,56 personas, y el de las familias de 3,08.
La población estaba distribuida en un 31,4% de habitantes menores de 18 años, un 6,9% entre 18 y 24 años, un 29,7% de 25 a 44, un 17,5% de 45 a 64, y un 14,6% de 65 años o mayores. La media de edad era 33 años. Por cada 100 mujeres había 100,3 hombres. Por cada 100 mujeres de 18 años o más, había 95,1 hombres.
Los ingresos medios por hogar en la localidad eran de 35.577 dólares ($), y los ingresos medios por familia eran 39.038 $. Los hombres tenían unos ingresos medios de 31.538 $ frente a los 19.712 $ para las mujeres. La renta per cápita para la ciudad era de 14.978 $. El 7,3% de la población y el 6,4% de las familias estaban por debajo del umbral de pobreza. El 9,8% de los menores de 18 años y el 8,6% de los habitantes de 65 años o más vivían por debajo del umbral de pobreza.

### Censo de 2010
Según el censo de 2010, había 538 personas residiendo en Lovilia. La densidad de población era de 413,79 hab./km². De los 538 habitantes, Lovilia estaba compuesto por el 99.44% blancos, el 0.19% eran afroamericanos, el 0.19% eran amerindios, el 0% eran asiáticos, el 0% eran isleños del Pacífico, el 0% eran de otras razas y el 0.19% pertenecían a dos o más razas. Del total de la población el 0.74% eran hispanos o latinos de cualquier raza.